# أغنام دهنية الذيل

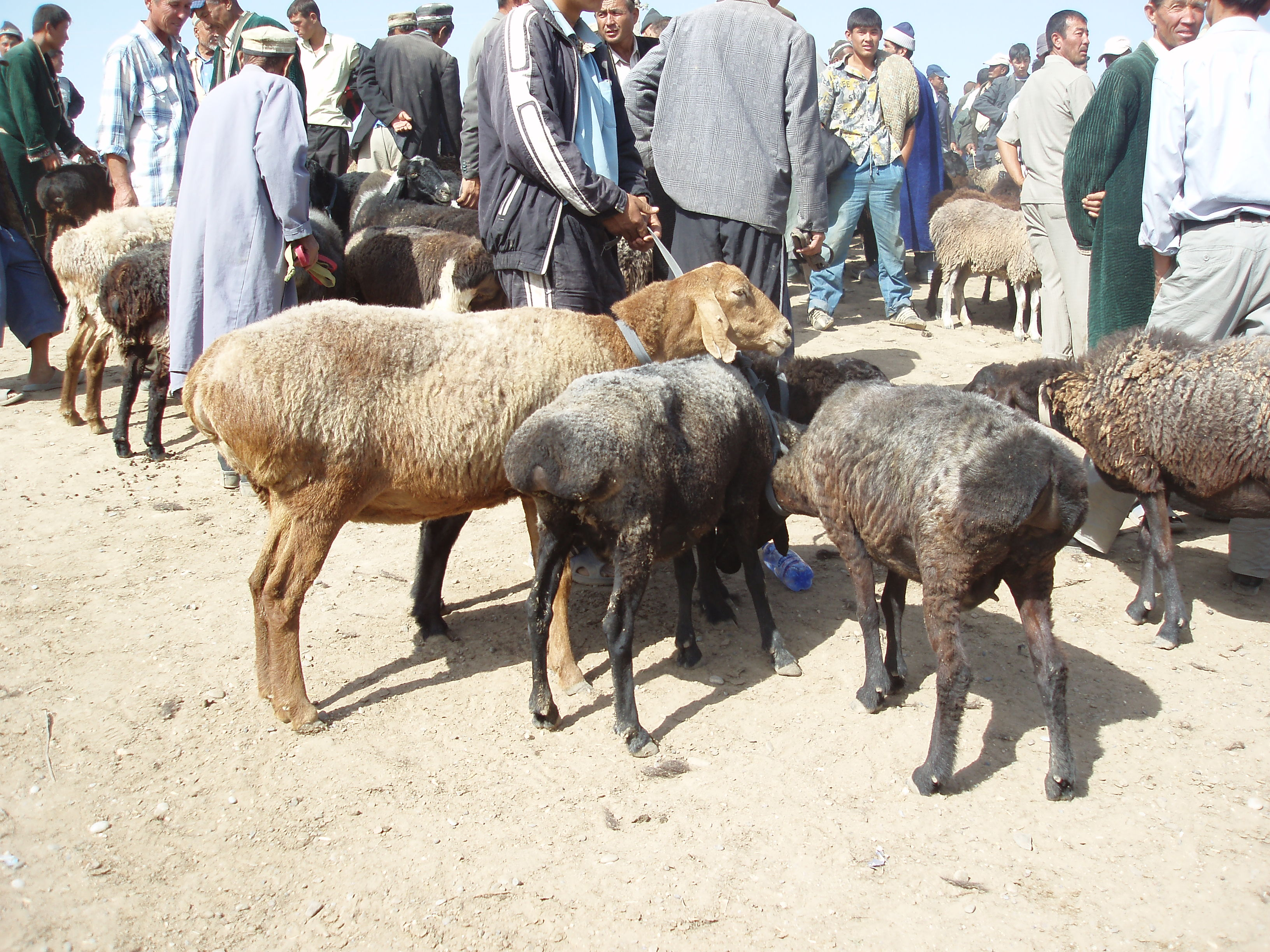
أغنام دهنية الذيل في أزبكيستان

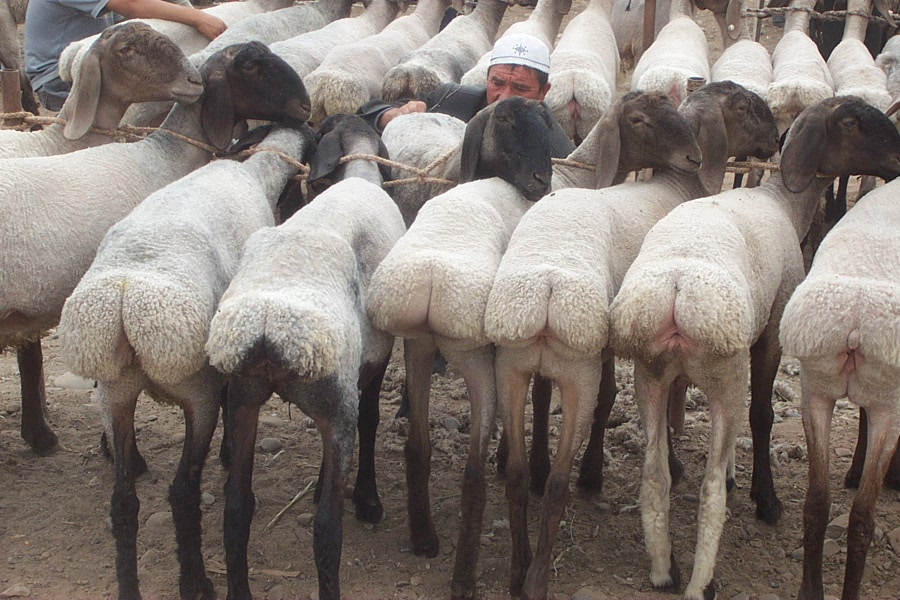
الأغنام دهنية الذيل في سوق الماشية بكاشغار

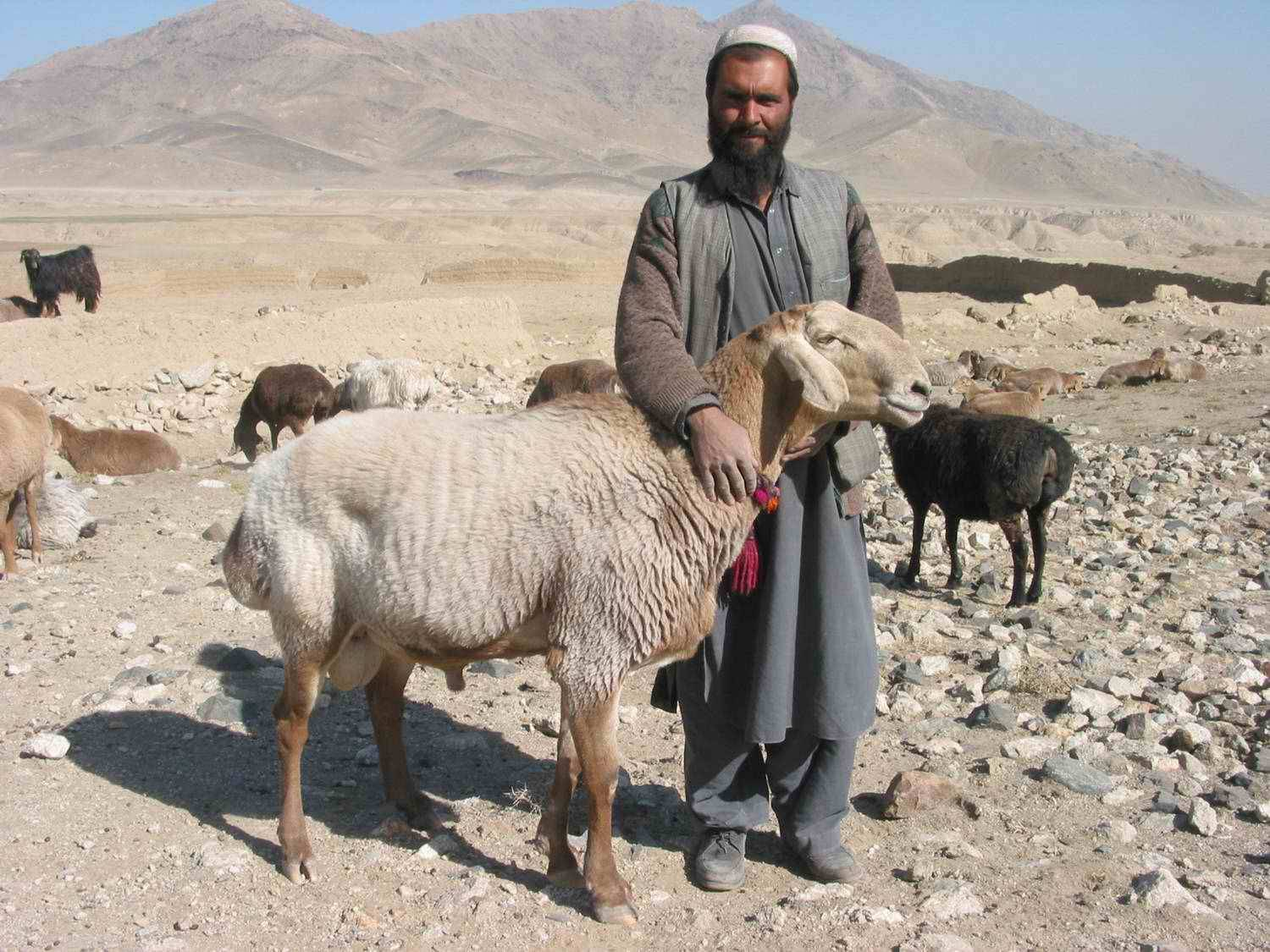
راع مع الأغنام دهنية الذيل في جانب جبل في أفغانستان

الأغنام دهنية الذيل (بالإنجليزية: Fat-tailed sheep)‏ هي نوع عام من الأغنام الأليفة المشهورة بكبر ذيلها وخلفيتها. سلالات الأغنام دهنية الذيل تضم حوالي 25 % من مجموع الأغنام في العالم، توجد في الجزء الشمالي من أفريقيا، الشرق الأوسط، أفغانستان، باكستان، شمال الهند، غرب الصين ومنغوليا.أحدث وثيقة تم اٍكتشافها حول هذه السلالة تعود لأوروك القديمة (3000 سنة قبل الميلاد) والأور (2400 سنة قبل الميلاد) على الآنية الصخرية والفسيفساء. مرجع جديد آخر تم اٍيجاده في الكتاب المقدس (سفر اللاويين 3:9) حيث يتم وصف ذبيحة تمتلك ذيلاً دهنياً.